# Alexandria (West Dunbartonshire)
Alexandria es una localidad situada en el concejo de West Dunbartonshire, en Escocia (Reino Unido), con una población estimada a mediados de 2016 de 6860 habitantes.
Se encuentra ubicada en la zona centro de Escocia, al este del fiordo de Clyde y al oeste de Glasgow.